# Холл, Энн
Энн Холл (англ. Ann (Anne) Hall; 1792—1863) — американская художница-миниатюристка.
Известна своими привлекательными портретами, особенно детей и молодых людей. Несмотря на кажущуюся сентиментальность её работ, популярность художницы при жизни подтверждается высокими ценами, уплачиваемыми за её миниатюры, а также избранием в Национальную академию дизайна, где она стала первой женщиной её членом.

## Биография
Родилась 26 мая 1792 года в городе Помфрет, штат Коннектикут, была шестым из одиннадцати выживших детей Джонатана (Джона) Холла, известного врача, и его жены — Батшебы Мамфорд.
Её обозначившийся художественный талант поощрялся семьей, и в молодом возрасте Энн экспериментировала с несколькими различными техниками, включая вырезание силуэтов, моделирование фигур из воска, а также выполнение цветочных картин и натюрмортов акварелью и карандашом. Вместе со своей старшей сестрой она посетила дом семьи своей матери в Ньюпорте, штат Род-Айленд, где научилась делать наброски и рисовать маслом, а также писать миниатюры акварелью на слоновой кости у Сэмюэля Кинга, одного из учителей Гилберта Стюарта.
Примерно в 1808 году Энн Холл отправилась в Нью-Йорк, чтобы изучать масляную живопись у Александра Робертсона. Во время своего пребывания в его студии она осматривала временную выставку картин старых мастеров из коллекции Джона Трамбулла — художника и личного секретаря Джона Джея, которая была собрана, когда Трамбулл работал в Лондоне и Париже. Холл также познакомилась с работами старых мастеров из коллекции своего брата Чарльза Генри Холла, бизнесмена, который часто путешествовал по Европе и приобрел за границей много акварелей, портретных миниатюр и картин маслом, в том числе серию копий оригинальных композиций итальянских мастеров, таких как Тинторетто и Гвидо Рени. Интерес Энн к живописи старых мастеров вдохновил её на адаптацию сложных многофигурных композиционных элементов, заимствованных из европейских религиозных картин, к групповым портретам: как заметил один из ранних биографов художницы — её портреты детей напоминали «элегантный и хорошо скомпонованный букет».
К 1817 году Холл участвовала в выставках Американской академии изящных искусств. Большинство её ранних работ были миниатюрами, изображающими членов семьи, некоторые из них в настоящее время находятся в коллекции Нью-Йоркского исторического общества. В середине 1820-х годов она переехала в Нью-Йорк, жила со своей сестрой Элизой Холл Уорд, которая также была известной художницей, а также мужем Элизы — Генри Уордом, в их особняке на Бонд-стрит, 23. Дом Элизы был культурным центром, а также местом встречи клуба Hone Club. Многие известные люди Нью-Йорка 1820—1840 годах, посещавшие дом Элизы и Генри, позировали Энн, расширив круг её покровителей и сторонников.
Энн Холл была принята в недавно созданную Национальную академию дизайна в качестве ассоциированного члена в 1828 году, а пять лет спустя единогласным голосованием стала полноправным членом, будучи первой женщиной, удостоенной этой чести. До 1852 года она участвовала в ежегодных выставках академии. У Энн была мастерская на верхнем этаже дома сестры, она в основном исполняла портреты женщин и детей, за некоторые свои работы она получала до 500 долларов. Работы художницы-миниатюристки были высоко оценены критиками того времени, в том числе писателем и историком Уильямом Данлэпом:

Her later portraits in miniature are of the first order, I have seen groups of children composed with the taste and skill of a master, and the delicacy which the female character can infuse into works of beauty beyond the reach of man.

Умерла 11 декабря 1863 года в Нью-Йорке в доме сестры. Была похоронена на городском кладбище Грин-Вуд.
Интерес к работам Энн Холл резко вырос, когда особняк Генри Холла Уорда был продан с аукциона в декабре 1904 года, и несколько её миниатюр были обнаружены на чердаке здания.

Некоторые работы
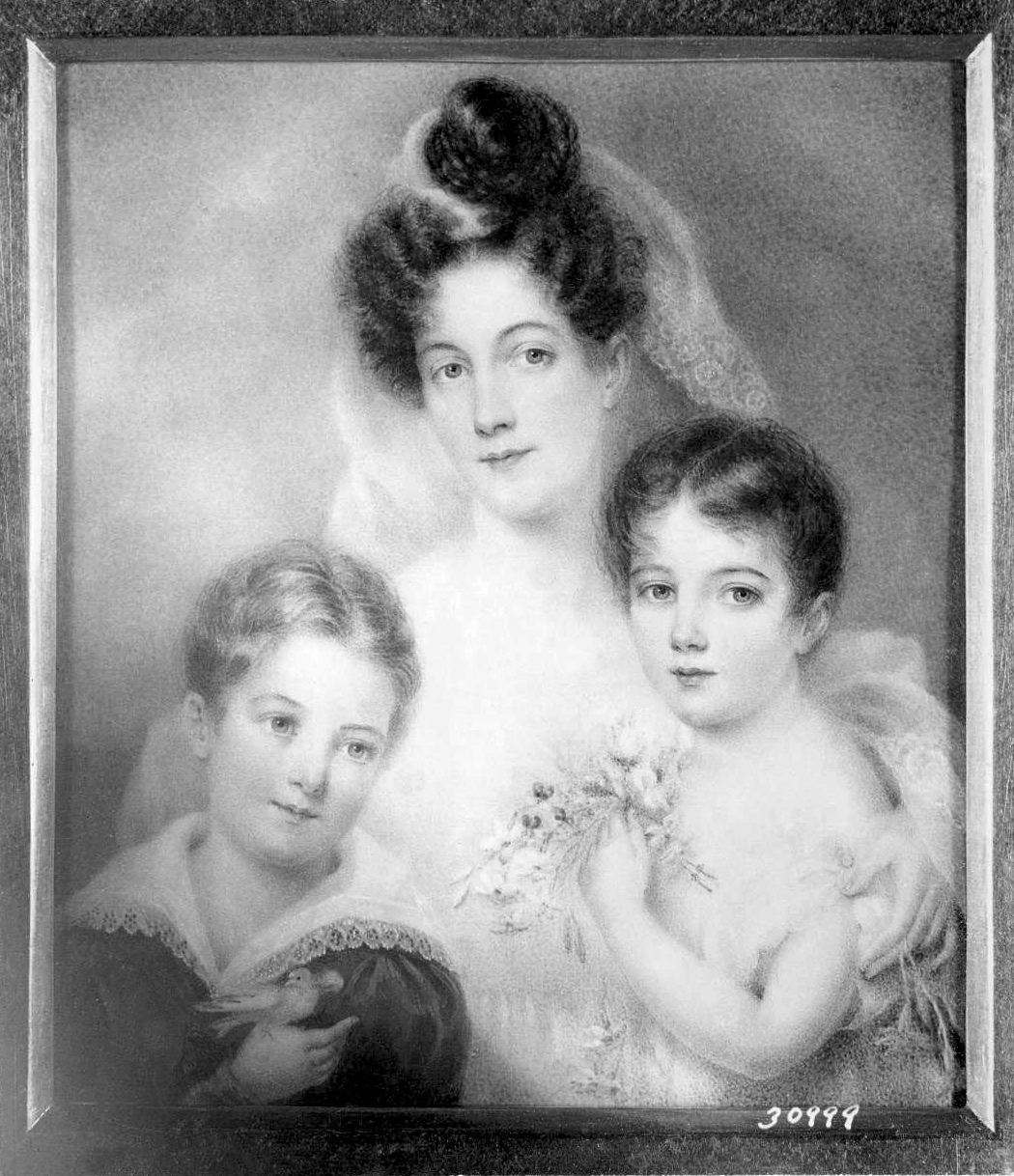
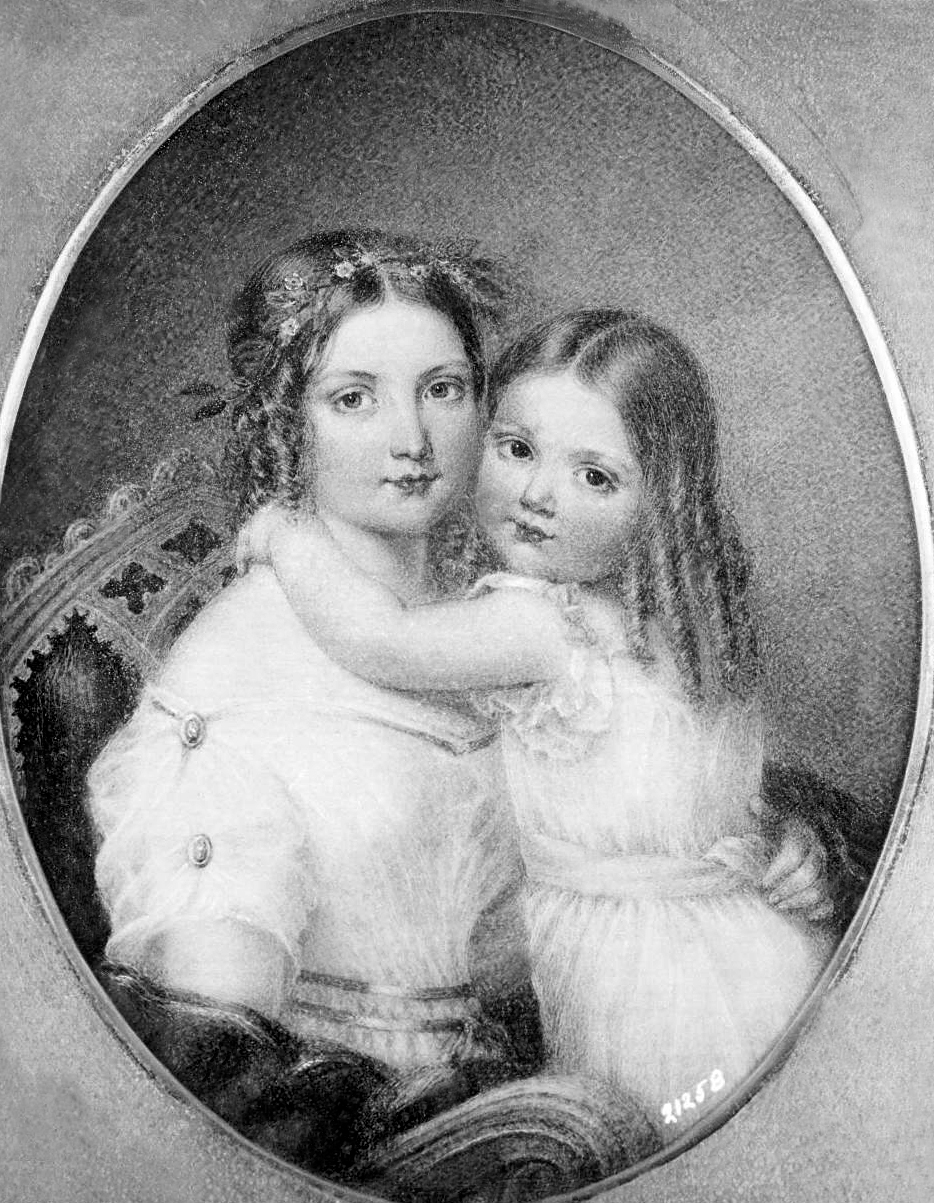
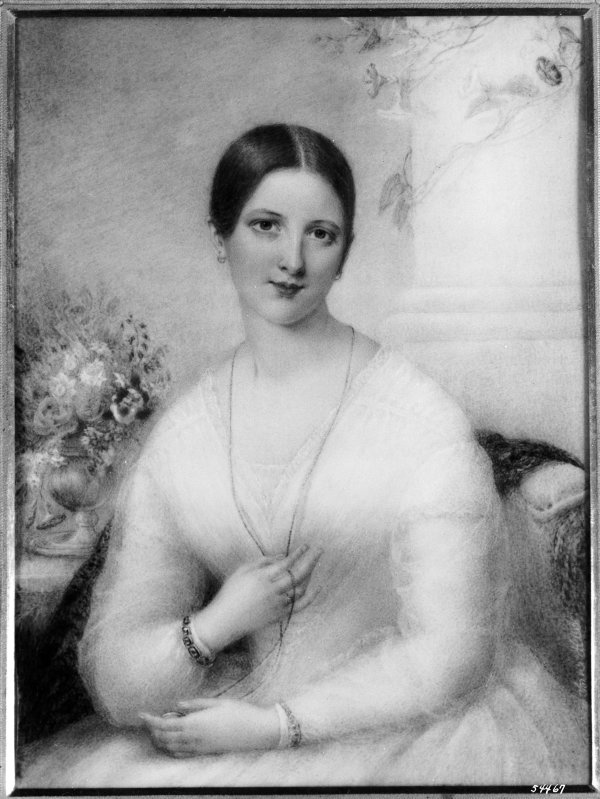
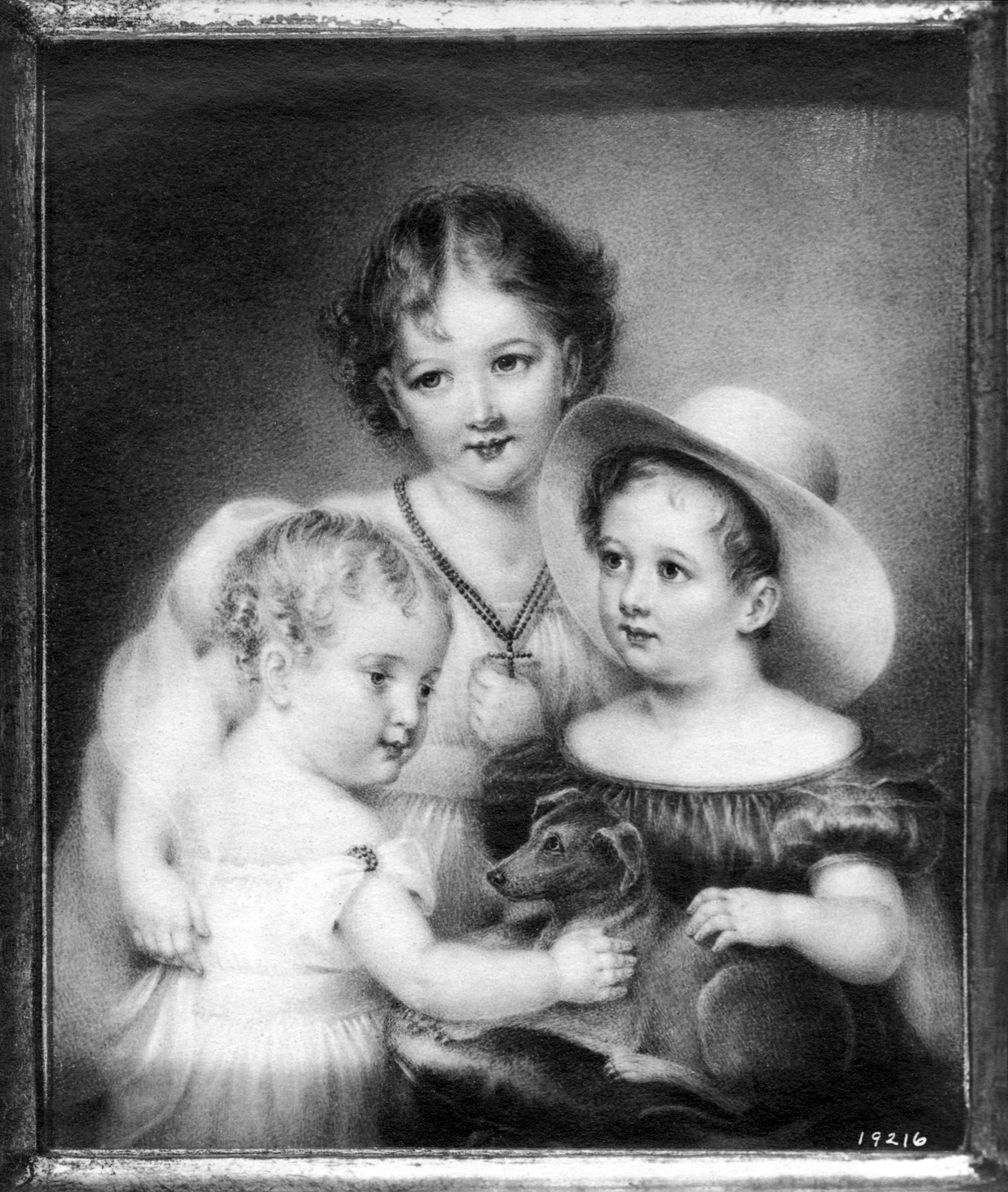
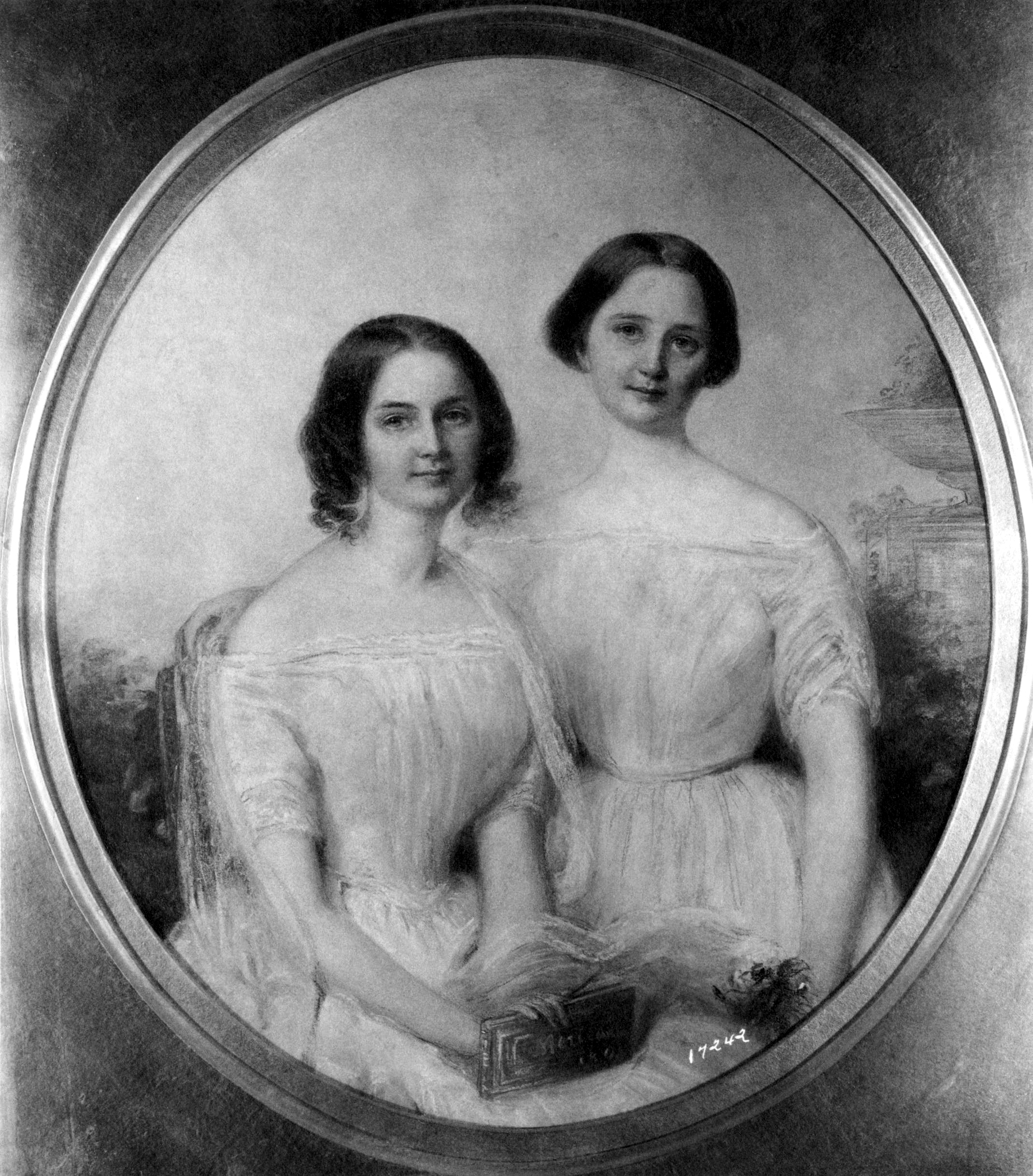